# Vrnjačka Banja
Vrnjačka Banja je gradić u Srbiji, s 9.912 stanovnika po popisu iz 2002. Najveće su toplice koje se nalaze u Srbiji.

## Zemljopis
Naselje Vrnjačka Banja sjedište je istoimene općine. Nalazi se u središnjoj Srbiji u Raškom okrugu, oko 200 km od Beograda, 25 km od Kraljeva i 7 km od Trstenika. Vrnjačka je Banja smještena između planine Goč (1216 m) i Zapadne Morave.

### Klima
Klima Vrnjačke Banje umjereno je kontinentalna s utjecajem planinske klime. Ljeta su topla, sa svježim jutrima i večerima zbog vjetra koji puše s Goča prema Zapadnoj Moravi, a zime su snježne, ali bez oštrih mrazeva. Srednja godišnja temperatura iznosi 10,5°C, a srednja ljetna 20°C.

### Mineralne vode
U Vrnjačkoj Banji nalazi se sedam mineralnih izvora. To su: Topla voda, Slatina, Snežnik, Jezero, Borjak, Beli izvor i Vrnjačko vrelo, od kojih se za terapije koriste četiri (Topla voda, Snežnik, Jezero i Slatina), dok se s dva izvora pune boce koje su stolna mineralna voda (Voda Vrnjci s izvora Topla voda i Vrnjačko vrelo).
Vrnjačke mineralne vode primjenjuju se kod liječenja:
- šećerne bolesti
- stanja poslije odležane zarazne žutice
- kronične upale crijeva i želuca
- bolesti žučnog mjehura i žučnih puteva
- čira (vrijeda) na želucu i dvanaestniku
- bolesti bubrežne zdjelice, mokraćnog mjehura i mokračnih puteva te drugih bolesti.

## Gospodarstvo
Glavna gospodarska grana u Vrnjačkoj Banji je turizam. 

## Povijest
Vrnjačka Banja ima veoma dugu tradiciju lječilišta. Na vrnjačkom toplom mineralnom izvoru u vremenu od II. do IV. stoljeća stari Rimljani su izgradili lječilište i oporavilište Aquae orcinae. O tome svjedoče i arheološki nalazi u užoj jezgri starorimskih terma, odnosno, bazena za kupanje, rimskog izvora tople mineralne vode (Fons Romanus) i mnoštvo kovanog novca kojeg se ostavilo u ljekovitom izvoru. Ovdje su na liječenje i oporavak mahom dolazili rimski legionari, kao i romanizirana starosjediteljska aristokracija.
Razvitak suvremene Vrnjačke Banje započeo je 1868. godine radom Osnivačkog društva, najstarije turističke organizacije na Balkanu.

### Važnije godine
- 1833. - Teritorij na kojem se nalazi Vrnjačka Banja pripojen Kneževini Srbiji
- 1834. - Završena gradnja crkve Roždestva Presvete Bogorodice
- 1835. - Sigismund August Wolfgang baron Herder izvršio prvu analizu vrnjačke tople mineralne vode
- 1868. (1. srpanj po starom kalendaru) - U Kruševcu osnovano Osnovatelno fundatorsko društvo kiselo-vruće vode u Vrnjcima
- srpanj 1869. - Službeno otvorena prva sezona u Vrnjačkoj Banji
- 1875. - Sima Lozanić izvršio prvu potpunu analizu vrnjačke mineralne vode
- 1883. - Vrnjačka Banja od Osnovatelnog fundatorskog društva kiselo-vruće vode u Vrnjcima prešla pod ingerenciju države
- 1885. - Određene prve granice banjske regije
- 1892. - General Jovan Belimarković izgradio prvi vodovod u Vrnjačkoj Banji
- 1905. - Nabavljen prvi parni stroj za proizvodnju električne energije
- 1910. - Prvi vlak prošao kroz željezničku postaju u Vrnjcima na pruzi Stalać - Požega (kod Užica)
- 9. studenog 1915. - Austrougarska vojska okupirala Vrnjačku Banju
- 19. listopad 1918. (stari kalendar) - Oslobođena Vrnjačka Banja
- 1929. - Izgrađena moderna električna centrala
- 30. prosinca 1933. - U Beogradu osnovano Društvo prijatelja Vrnjačke Banje
- 17. studenog 1941. - Počela s radom Samoupravna realna gimnazija
- 14. listopada 1944. - Oslobođena Vrnjačka Banja od njemačkih okupatora
- 1955. - Vrnjačka Banja pripala Srezu Kraljevo
- 1962. - Ponovo otvorena gimnazija u Vrnjačkoj Banji

## Šport
Šport u Vrnjačkoj Banji solidno je razvijen. Športsko rekreacijski centar "Raj" s tri nogometna terena i atletskom stazom najznačajniji je športski objekt u Vrnjačkoj Banji.
Osim njega se u Vrnjačkoj Banji nalazi još i Stadion malih sportova "Kocka" na kome se može igrati košarka, mali nogomet i rukomet, sportska dvorana "Vlade Divac" koja ima uvjete za odigravanje mnogih sportova kao na primjer mali nogomet, košarka, rukomet, stolni tenis, odbojka itd. 
U mjestu postoji nekoliko zatvorenih bazena koji se nalaze u sklopu hotela, dok je u toku ljeta otvoren Olimpijski bazen. U središtu parka se nalaze i dva teniska terena . Odbojka se može igrati u fiskulturnoj sali Gimnazije Vrnjačka Banja.
Sportski klubovi:
- ženski rukometni klub "Vrnjačka Banja"
- rukometni klub "Goč"
- boksački klub
- stolnoteniski klub "Goč"
- nogometni klub "Goč"
- nogometni klub "Volley"
- plivačko-vatrepolo klub "Goč"
- košarkaški klub "Goč"
- škola košarke "Basket"
- teniski klub "Goč"
- body building klub "Zvezda"
- šahovski klub "Lipova"
- šahovski klub "Goč"
- karate klub "Goč"
- taekwondo Klub

## Vanjske poveznice
- Službena stranica (srp.)
- Općina Vrnjačka Banja
- Turistička šetnja kroz povijest Vrnjačke Banje

### Ostali projekti
|  | Zajednički poslužitelj ima još gradiva o temi Vrnjačka Banja |